# David van der Werff
David van der Werff (Eelde-Paterswolde, 31 augustus 2004) is een Nederlands voetballer die doorgaans als middenvelder speelt. Hij komt uit voor FC Groningen.

## Carrière
Van der Werff werd gescout door FC Groningen bij het Eeldese VV Actief. Hij doorliep de gehele jeugdopleiding van FC Groningen en kreeg op 7 juni 2024 zijn eerste profcontract aangeboden. Hij debuteerde in het eerste op 15 december 2024, tegen FC Twente in de Eredivisie (0-2). Hij kwam in de 77e minuut in de ploeg voor Romano Postema. Drie dagen later debuteerde hij in de KNVB Beker, tegen AZ (1-3). Met nog een halfuur te spelen viel hij in voor Jorg Schreuders.

## Statistieken
| Seizoen | Club         | Competitie | Competitie | Competitie | Beker | Beker | Overig | Overig | Totaal | Totaal |
| Seizoen | Club         | Competitie | Wed.       | Dlp.       | Wed.  | Dlp.  | Dlp.   | Dlp.   | Wed.   | Dlp.   |
| ------- | ------------ | ---------- | ---------- | ---------- | ----- | ----- | ------ | ------ | ------ | ------ |
| 2024/25 | FC Groningen | Eredivisie | 2          | 0          | 1     | 0     | 0      | 0      | 3      | 0      |
| Totaal  | Totaal       | Totaal     | 2          | 0          | 1     | 0     | 0      | 0      | 3      | 0      |

Bijgewerkt op 24 april 2025.